# 喜多村樹美男
喜多村 樹美男（きたむら きみお、1961年1月6日 - ）は、日本の実業家。西武鉄道社長。

## 経歴
京都府京都市出身。東山高等学校を経て1984年に早稲田大学政治経済学部を卒業し、同年に西武鉄道に入社。秘書室長、管理部長、上場準備室長、執行役員人事部長、取締役、上席執行役員人事部長を歴任。2015年1月に近江鉄道に出向し、副社長に就任し、同年6月には社長に昇格した。2020年に西武鉄道に戻り、社長に就任した。